# Уилям де Боън
Уилям де Боън, 1-ви граф на Нортхемптън (William de Bohun, 1st Earl of Northampton) (1312 – 1360) е братовчед и довереник на крал Едуард III, два пъти губернатор на Бретан по време на Войната за бретанското наследство и водещ английски генерал през първия период на Стогодишната война.
Баща му е Хъмфри де Боън, а майка му е Елизабет, дъщеря на Едуард I. Съдейства на Едуард ІІІ още от преврата срещу Роджър Мортимър през 1330 г. След това воюва в Шотландия, където през 1336 г. договаря примирие. На 16 март 1337 г. получава графство Нортхемптън и влиза в кръга от големи аристократи. Това е част от плана на краля да се обгради със способни военачалници в началото на Стогодишната война, като им даде аристократични титли. Заедно с титлата са му осигурени и солидни доходи.
В началото на войната Уилям де Боън преговаря с французите за признаване на английските претенции към френския престол, както и с фламандските градове за съюз. Участва в първата кампания от 1339 г., както и в битката при Сльойс (юни 1340), където английските кораби унищожават по-голям френски флот. За няколко месеца става заложник във Фландрия, тъй като кралят дължи много пари на съюзниците си. По време на кризата от 1340 – 1341 г. преговаря от негово име с архиепископа на Кентърбъри, който ръководи опозицията. През юли 1342 г. Едуард го изпраща с неголяма английска армия в Бретан, за да подкрепи претенциите на английското протеже Жан дьо Монфор. Побеждава французите при Морле – първата битка, в която стрелците с дълъг лък показват на какво са способни. Две години по-късно представлява Англия на мирната конференция в Авиньон, но за жалост тя не постига успех.
Участва в битката при Креси през 1346 г., както и в последвалата обсада на Кале. За заслугите си е включен в току-що създадения Орден на жартиерата (1349). В следващите години отново служи в Шотландия, а през 1359 г. се връща във Франция, за да участва в големия поход на Едуард ІІІ (грабителски поход от типа chevauchée). Въпреки че не успяват да превземат нито Реймс, нито Париж, на 8 май англичаните договарят успешното примирие в Бретини. Там Уилям де Боън за пореден път е до своя господар. Умира няколко месеца по-късно, на 16 септември 1360 г.
Жени се за Елизабет Болдсмър, от която има две деца – Хъмфри, 2-ри граф на Нортхемптън и Елизабет, графиня Арундел.